# Trofeo Monte Bianco
Trofeo Monte Bianco (z wł. Trofeum Mont Blanc) – międzynarodowy towarzyski klubowy turniej piłkarski rozgrywany regularnie latem od 2001 do 2003, na stadionie Piergiorgio Perucca w Saint-Vincent (Włochy). Inna nazwa trofeum Coppa Casinò della Vallée.
Turniej po raz pierwszy odbył się 29 lipca 2001 roku. W turnieju występowały cztery drużyny i rozgrywano dwa 45 minutowe mecze półfinałowe oraz 90 minutowy mecz finałowy. W przypadku remisu przeprowadzana była seria rzutów karnych. W następnej edycji uczestniczyło 3 drużyny, a mecze trwały po 45 minut. W turnieju zwyciężała drużyna, która zdobyła najwięcej punktów. W przypadku takiej samej ich liczby decydowała większa liczba zwycięstw w bezpośrednich spotkaniach. W ostatniej edycji turniej rozgrywany w formacie pojedynczego meczu.

## Finały
| Edycja | Rok  | Finał          | Finał        | Finał      | Trzecie miejsce              |                              |
| Edycja | Rok  | Zwycięzca      | Wynik        | Finalista  | Trzecie miejsce              |                              |
| ------ | ---- | -------------- | ------------ | ---------- | ---------------------------- | ---------------------------- |
| I      | 2001 | Torino FC      | 1:1 (k. 6:5) | Parma F.C. | UC Sampdoria, Reggina Calcio | UC Sampdoria, Reggina Calcio |
| II     | 2002 | Celta de Vigo  | turniej      | Torino FC  | Parma F.C.                   |                              |
| III    | 2003 | Reggina Calcio | 3:1          | Parma F.C. | –                            |                              |

## Statystyki
| Lp.  | Klub           | Zdobywca | Finalista | Lata triumfów |
| ---- | -------------- | -------- | --------- | ------------- |
| 1.   | Torino FC      | 1        | 1         | 2001          |
| 2-3. | Celta de Vigo  | 1        | 0         | 2002          |
|      | Reggina Calcio | 1        | 0         | 2003          |
| 4.   | Parma F.C.     | 0        | 2         |               |